# Island County
Island County ist ein County im Bundesstaat Washington der Vereinigten Staaten. Das U.S. Census Bureau hat bei der Volkszählung 2020 eine Einwohnerzahl von 86.857 ermittelt. Der Sitz der Countyverwaltung (County Seat) befindet sich in Coupeville.

## Geographie
Das County hat eine Fläche von 1340 Quadratkilometern; davon sind 800 Quadratkilometer (59,71 Prozent) Wasserfläche.

## Geschichte
Das Island County wurde am 6. Januar 1853 aus Teilen des Thurston County gebildet. Seinen Namen verdankt das County der Tatsache, dass es auf zwei Inseln liegt, Whidbey Island und Camano Island.

## Demografische Daten

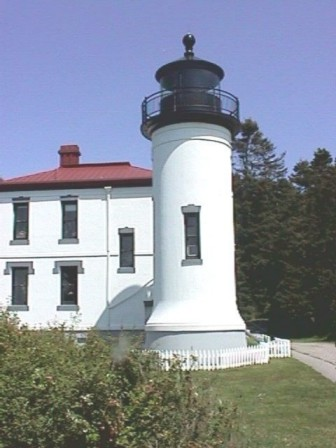
Der Leuchtturm Admiralty Head Lighthouse auf Whidbey Island

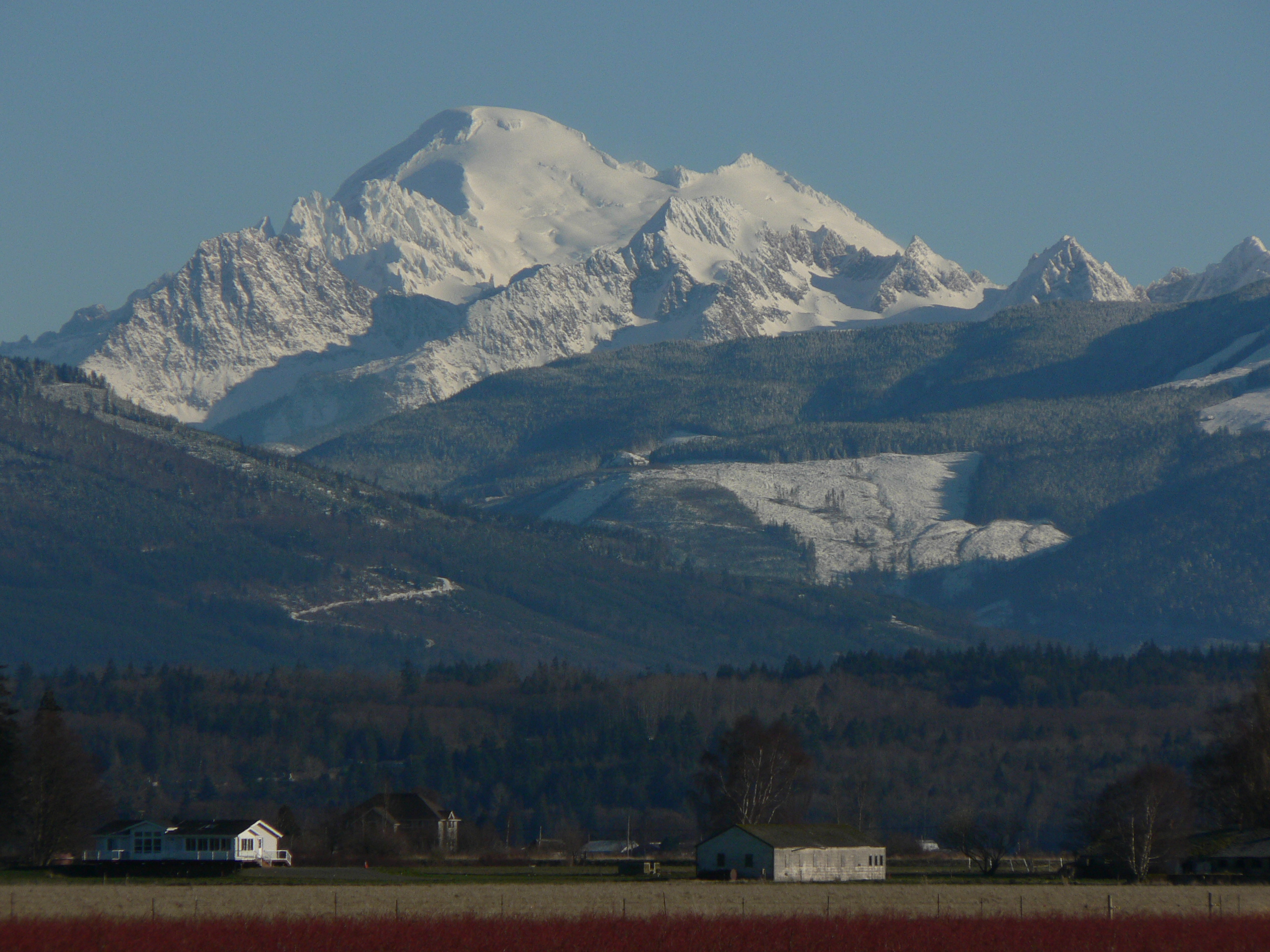
Der Mount Baker, 3286 m, im Vordergrund das Samish River Delta

Nach der Volkszählung im Jahr 2000 lebten im County 71.558 Menschen. Es gab 27.784 Haushalte und 20.254 Familien. Die Bevölkerungsdichte betrug 133 Einwohner pro Quadratkilometer. Ethnisch betrachtet setzte sich die Bevölkerung zusammen aus 87,17 % Weißen, 2,36 % Afroamerikanern, 0,97 % amerikanischen Ureinwohnern, 4,19 % Asiaten, 0,44 % Bewohnern aus dem pazifischen Inselraum und 1,43 % aus anderen ethnischen Gruppen; 3,44 % stammten von zwei oder mehr ethnischen Gruppen ab. 3,97 % der Bevölkerung waren spanischer oder lateinamerikanischer Abstammung.
Von den 27.784 Haushalten hatten 33,30 % Kinder und Jugendliche unter 18 Jahre, die bei ihnen lebten. 62,20 % waren verheiratete, zusammenlebende Paare, 7,80 % waren allein erziehende Mütter. 27,10 % waren keine Familien. 21,50 % waren Singlehaushalte und in 8,30 % lebten Menschen im Alter von 65 Jahren oder darüber. Die Durchschnittshaushaltsgröße betrug 2,52 und die durchschnittliche Familiengröße lag bei 2,93 Personen.
Auf das gesamte County bezogen setzte sich die Bevölkerung zusammen aus 25,50 % Einwohnern unter 18 Jahren, 8,50 % zwischen 18 und 24 Jahren, 28,00 % zwischen 25 und 44 Jahren, 23,70 % zwischen 45 und 64 Jahren und 14,30 % waren 65 Jahre alt oder darüber. Das Durchschnittsalter betrug 37 Jahre. Auf 100 weibliche Personen kamen 100,40 männliche Personen, auf 100 Frauen im Alter ab 18 Jahren kamen statistisch 97,90 Männer.
Das jährliche Durchschnittseinkommen eines Haushalts betrug 45.513 USD, das Durchschnittseinkommen der Familien betrug 51.363 USD. Männer hatten ein Durchschnittseinkommen von 35.331 USD, Frauen 25.612 USD. Das Prokopfeinkommen betrug 21.472 USD. 7,00 % der Bevölkerung und 5,10 % der Familien lebten unterhalb der Armutsgrenze. 8,80 % davon waren unter 18 Jahre und 4,40 % waren 65 Jahre oder älter.

## Orte
- Austin
- Baby Island Heights
- Bay View
- Bells Beach
- Beverly Beach
- Bretland
- Camano
- Camp Diana
- Clinton
- Columbia Beach
- Coupeville
- Coveland
- Driftwood Shores
- Freeland
- Glendale
- Greenbank
- Harbor Center
- Indian Beach
- Juniper Beach
- Langley
- Lona Beach
- Mabana
- Madrona Beach
- Marketown
- Maxwelton
- Midvale Corner
- Oak Harbor
- Pebble Beach
- Penn Cove Park
- Possession
- Prairie Center
- Rockaway Beach
- Rodena Beach
- San de Fuca
- Saratoga
- Saratoga Shores
- Sunlight Beach
- Sunny Shore Acres
- Sunset Beach
- Swantown
- Terrys Corner
- Tyee Beach
- Utsalady